# Kamunowie

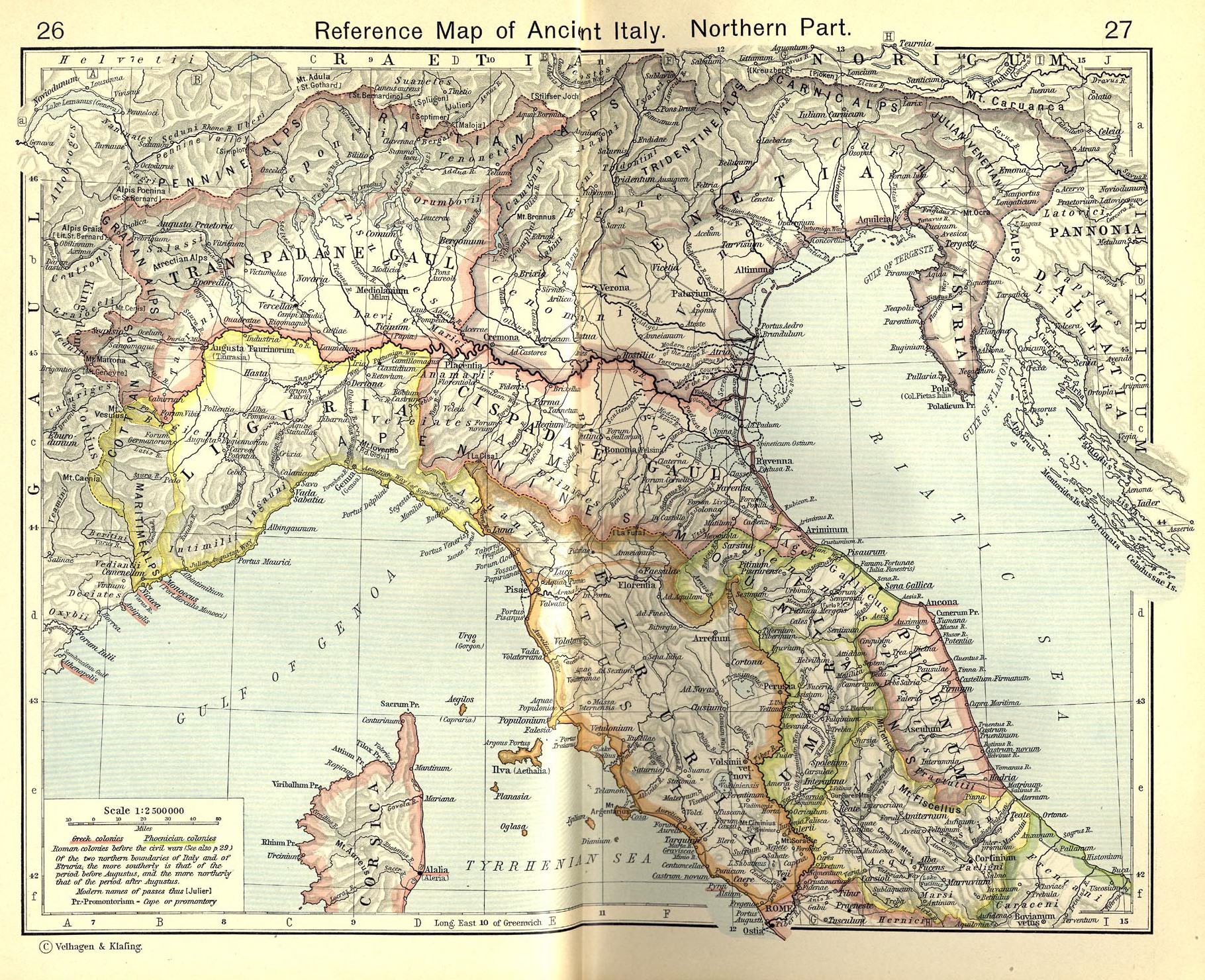
Mapa augustiańskiego podziału Italii, na którym wyróżnieni są Kamunowie

Kamunowie (łac. Camunni, gr. Καμοῦνοι) – alpejskie plemię zamieszkujące dolinę rzeki Ollius (dziś Oglio), od środkowego łańcucha Alp Retyckich po brzegi jeziora Lacus Sebinus (dziś Iseo). Dolina, która wciąż nosi nazwę Val Camonica, jest jedną z najrozciąglejszych po włoskiej stronie Alp – mając ponad 100 km długości. Według Pliniusza Starszego, Kamunowie byli plemieniem euganejskim, z kolei Strabon wymienia ich wśród szczepów retyckich.
Nazwa Kamunów pojawia się wśród plemion alpejskich, podbitych przez cesarza Augusta, a następnie przypisanych miastom sąsiedniej Galii Przedalpejskiej.
W późniejszym czasie Kamunowie stworzyli odrębną wspólnotę, o czym wzmianki można znaleźć w inskrypcjach Res Publica Camunnorum. W jeszcze późniejszych podziałach administracyjnych znaleźli się w Regio X Venetia et Histria.